# 阿德恩镇 (特拉华州)
阿德恩镇（英語：Ardentown）是美国特拉华州纽卡斯尔县下属的一座村落，面积为0.61平方公里，均为陆地。2011年的数据显示该地有人口266人。论人口在本州排行第45。